# Ifjú Muzsikás Népzenei Együttes

## Története
Az autentikus magyar népzenét játszó együttest Csoóri Sándor (született: 1956-ban) alapította tanítványaival közösen 1997 augusztusában.
Csoóri Sándor korábban a Muzsikás együttes-ben zenélt.
A zenekar tagjai az induláskor:
Csoóri Sándor: hegedű és duda
ifj. Csoóri Sándor: brácsa
Márczi Anna: brácsa
Hermann Mária: bőgő
Soós András: hegedű
Az együttes alapításakor mindössze 12 éves Soós András később kivált és önálló  zenekart alapított.
A zenekar elsősorban erdélyi magyar autentikus népzenét játszik, amelyen belül kiemelhető a széki, a mezőségi és a kalotaszegi zene túlsúlya. Ennek oka, hogy a zenekarra ható népzenei "adatközlők" erről a területről származtak. A legtöbb számot a helyszínen tanulták eredeti falusi környezetben, a helyi zenészekkel való együtt zenélés közben. 
Csoóri Sándornak még volt alkalma elsajátítani az 1970-es években a hagyományos magyar dudazenét felvidéki dudásoktól, ezért az Ifjú Muzsikás Együttes kiadványain és koncertjein dudazenét is játszik. Ez kapcsolódási pont a Magyar Dudazenekar felé, amelyben Csoóri Sándor szintén alapító tag.
Az együttes 2004-től kezdve rendszeresen táncházat tart, ill. klubot üzemeltet Budapesten.
Ezenkívül elsősorban fesztiválokon lépnek fel.
A világzene térhódításával az Ifjú Muzsikást is megérintette a magyar népzene újraértelmezésére vonatkozó igény. Ezzel kapcsolatban, több évi kísérletezés után, 2008-ban a magyar népzenei gyökerekből induló önálló stílussal jelentkezett az együttes, azonban nem vetették el a tőlük megszokott autentikus népzenei előadásmódot sem.

## Diszkográfia
- Fehér és fekete, 1997
- Ifjú Muzsikás Egy, 1998 (Fonó Records)
- Hunzene, 2009